# Pamela Ann Melroy
Pamela Ann Melroy (født 17. september 1961) er NASA astronaut, har har fløjet én rumfærgemission som kaptajn og to som pilot.